# Управление портфелем IT
Управление портфелем IT-проектов — это применение традиционного менеджмента для большого класса объектов, управляемых с помощью возможностей информационных технологий. Примером, портфелей IT будут запланированные инициативы, проекты и текущие IT-услуги (такие как поддержка приложений). Целью управления портфелем IT будет количественная оценка ранее загадочных эффектов IT, что позволит измерить и объективно оценить инвестиционные сценарии.

## Обзор
Существуют дебаты относительно лучшего способа оценить значение инвестиций в ИТ. Как отметили Джеффери и Леливелд , компании тратят миллиарды долларов на инвестиции в ИТ и в то же до сих пор неправильно потраченные деньги не являются чем-то выходящим из ряда вон. Книга Николаса Карра «Блеск и нищета IT»  вызвала значительный спор в IТ-индустрии и академических кругах, за счет позиционирования трат на информационные технологии в современных компаниях, как обычных инфраструктурных, таких как электричество.
Управление портфелем IТ-проектов имело изначально исключительно проектно-ориентированный уклон, но по мере развития стало включать и стационарные активности, такие как поддержка приложений и техническое сопровождение.
Концепция управления портфелем IТ-проектов аналогична финансовому портфелю, но есть и существенные различия. Инвестиции в ИТ не являются ликвидными, и измерять их следует с помощью финансовых и нефинансовых критериев (например, системы сбалансированных показателей), чисто финансовая точка зрения не является достаточной.
В большинстве случаев, управлению портфелем IT-проектов осуществляется через создание двух портфелей:
Портфель приложений — менеджмент этого портфеля фокусирует своё основное внимание на сравнении расходов на создание системы и её ценности для организации. Помимо вычисляемых материальных выгод, это сравнение может быть основано на нематериальных факторах, таких как уровень зрелости организации, уровень ознакомления пользователей с новыми приложениями и инфраструктурой, а также внешних сил, таких как появление новых технологий и отмирание старых.
Портфель проектов — менеджмент этого типа управления портфелем специально занимается вопросами, связанными с расходами на развитие инновационного потенциала в плане окупаемость инвестиций и сокращение «дублированных» инвестиций в ситуациях, с возможной реорганизации или поглощения. В последнем случае, об эффективности работы менеджеров портфеля IT-проектов можно судить с точки зрения достоверности данных, экономии на обслуживании, удобства для конечных пользователей и относительной стоимости новых инвестиций для замены старых программ.
Методика управление портфелем IT-проектов более применима для более крупных IТ-организаций, а в небольших организациях её функции может выполнять отделы планирования и управления.

## Преимущество использования управления портфелем IT-проектов
Джеффри и Леливельд перечислили ряд преимуществ применения портфельного подхода к управлению ИТ-инвестициями. Они утверждают, что гибкость управления портфелем является большим преимуществом перед стандартными инвестиционными подходами и методами. Среди других преимуществ — централизованный контроль бюджета, управление рисками, стратегическое согласование ИТ-инвестиций, правила и планы

## Внедрение портфельного подхода
Джеффри и Леливельд указали на ряд препятствий и факторов успеха, с которыми могут столкнуться директор по информационным технологиям при попытке реализации портфельного подхода. Чтобы преодолеть эти препятствия, может быть использован простой метод:
```
-Планирование  -
      -                 -
     -                    -
 Построение             Уход
    -                   -
       -               -  
           Поддержка
```

Другие методы внедрения:
- анализ рисков
- решение о диверсификации проектов, инфраструктуры и технологий
- непрерывное согласование с бизнес-целями
- Непрерывное совершенствование (извлеченные уроки и корректировки инвестиций)

Не существует единственный оптимальный способ реализации портфельного подхода и, соответственно, могут применяться различные подходы . Очевидно, что методы не являются незыблемыми, и их необходимо изменять в зависимости от конкретных условий в различных организациях.

## Сравнение управления портфелем IT-проектов и системы сбалансированных показателей
Самым большим преимуществом в сфере управления портфелями ИТ является гибкость инвестиционной коррективы. Хотя сбалансированной системы показателей также подчеркнуть важность использования видения и стратегии любого инвестиционного решения, надзор и контроль за функционированием бюджетов не является самоцелью. Управления портфелями ИТ позволяет организациям настраивать инвестиции, основанные на механизме обратной связи, встроенные в сфере управления портфелями ИТ.

## Матрица МакФарлана[3]
```
^
	        |
	Высокая	|-------------------------------+-------------------------------+
		|  Производственная ИС		|  Стратегическая ИС		|
		|-------------------------------+-------------------------------|
		| От неё не зависит будущий	| Зависимость текущего бизнеса,	|
		| бизнес, но она критична	| разработка критична		|
		| в данный момент;		| для будущего успеха,		|
		| отказ от неё приводит		| конкурентного или		|			
Важность	| к немедленным потерям		| стратегического преимущества	|
для		|-------------------------------+-------------------------------|
бизнеса		| Поддерживающая		| ИС для     			|
сейчас		| (обслуживающая) ИС		| «переходных» задач		|
		|				|				|
		|-------------------------------+-------------------------------|
		| Не обязательная, но ценная:	| Текущий бизнес от неё		|
		| например,			| не зависит,			|
		| для ведения регистра активов,	| но её разработка		|
	Низкая	| поддержки канцелярских	| может быть критична в будущем	|
		| функций		        |				|
		+----------------------------------------------------------------->
		  Низкая						Высокая
				Важность для бизнеса в будущем

```

## См.также
- Управление портфелем проектов